# Authentic
Authentic – trzynasty studyjny album amerykańskiego rapera i aktora LL Cool J-a. Ogólnoświatowa premiera odbyła się 30 kwietnia 2013 roku. Wydawnictwo ukazało się nakładem wytwórni S-BRO Music Group oraz 429 Records. Była to pierwsza płyta rapera nie wydana w Def Jam Recordings. Pierwotny tytuł wydawnictwa: Authentic Hip-Hop.
Wśród gości na albumie udzielili się Fitz and The Tantrums, Eddie Van Halen, Snoop Dogg, Fatman Scoop, Seal, Charlie Wilson, Melody Thornton, Earth, Wind & Fire, Bootsy Collins, Travis Barker, Chuck D, Tom Morello, Z-Trip, Mickey Shiloh, Monica oraz Brad Paisley. Pierwszy singel zatytułowany „Whaddup” ukazał się 11 lutego 2013 roku.

## Sprzedaż
„Autentyk” zadebiutował na 23. miejscu amerykańskiej listy sprzedaży Billboard 200 ze sprzedażą 14 000 egzemplarzy. W następnym tygodniu sprzedano 5500 kopii. Ostatecznie sprzedaż płyty wyniosła 26 000 egzemplarzy.

## Lista utworów
Źródło.
1. „Bath Salt” – 4:12
2. „Not Leaving You Tonight” (feat. Fitz & the Tantrums oraz Eddie Van Halen) – 4:02
3. „New Love” (feat. Charlie Wilson) – 3:13
4. „We Came To Party” (feat. Snoop Dogg & Fatman Scoop) – 4:15
5. „Give Me Love” (feat. Seal) – 4:23
6. „Something About You (Love the World)” (feat. Charlie Wilson, Earth, Wind & Fire & Melody Thornton) – 4:14
7. „Bartender Please” (feat. Snoop Dogg, Bootsy Collins & Travis Barker) – 4:35
8. „Whaddup” (feat. Chuck D, Travis Barker, Tom Morello & Z-Trip) – 4:05
9. „Between the Sheetz” (feat. Mickey Shiloh) – 3:48
10. „Closer” (feat. Monica) – 3:47
11. „Live for You” (feat. Brad Paisley) – 3:44
12. „We’re the Greatest” (feat. Eddie Van Halen & Travis Barker) – 3:36

Target Edition
1. „Waiting on You” (feat. Babyface & Noelle Scaggs) – 3:59
2. „Jump on It” – 3:22
3. „Take It” (feat. Joe) – 3:32
4. „Remember Me” (feat. Alicia Myers) – 4:17

## Notowania
| Notowanie (2013)       | Najwyższa pozycja | Źródło |
| ---------------------- | ----------------- | ------ |
| Swiss Hitparade        | 57                | [ 17 ] |
| Billboard 200          | 23                | [ 12 ] |
| Independent Albums     | 4                 | [ 18 ] |
| Top R&B/Hip-Hop Albums | 7                 | [ 19 ] |